# Aditivno miješanje boja
Aditivno miješanje boja jest stvaranje osjeta nove boje u oku na temelju zbrajanja dviju ili više svjetlosti različitih valnih duljina (boja). Postoje tri primarne boje: crvena, zelena i plava, kombiniranjem kojih se u oku stvara dojam svih ostalih boja. Aditivno miješanje boja osnova je na primjer za stvaranje slike televizora u boji.
Spajanje spektralnih boja zove se aditivno miješanje. Aditivno miješanje možemo prikazati pomoću obojene kružne ploče koja ima isječke različito obojene, i to onim redom kako dolaze u spektru. Kada se ploča zavrti, očekivat ćemo da će miješanjem izaći bijela boja. Međutim, dobit ćemo sivu boju jer prirodne boje nisu čiste nego složene. Dakle, sivo je nesavršeno bijelo. U to se možemo uvjeriti na taj način da sivo tijelo osvijetlimo jakom bijelom svjetlošću. Onda nam se to tijelo može pričiniti bjelje od bijelog tijela koje je slabo osvijetljeno. Prema tome možemo reći da je siva boja bijela boja slabije svjetloće. 

## Spektar boja
Pustimo uzak snop bijele svjetlosti kroz pukotinu da prođe kroz optičku leću tako da zrake u paralelnom snopu padaju na optičku prizmu. Pri tom prizma mora biti namještena na minimum devijacije. Nakon loma u prizmi taj će se uski snop svjetlosti raširiti u široku prugu raznobojne svjetlosti koja se zove spektar boja. Spektar bijele svjetlosti sastoji se od 6 boja i to: crvene, narančaste, žute, zelene, plave i ljubičaste koje neprekidno prelaze jedna u drugu. Ovo rastavljanje bijele svjetlosti u 6 spektralnih boja zove se disperzija svjetlosti. Disperziju svjetlosti je prvi istražio I. Newton i time objasnio hipotezu da je bijela svjetlost sastavljena iz različitih, takozvanih spektralnih boja. 
Kako se prizmom svjetlost dvaput lomi, to do disperzije dolazi zato što svaka spektralna boja ima različiti indeks loma. Kod toga se najmanje lomi crvena, a najviše ljubičasta svjetlost. Dakle, indeks loma ljubičaste svjetlosti veći je od indeksa loma crvene svjetlosti. Odatle izlazi da se crvena i ljubičasta svjetlost šire u staklu različitim brzinama. Znači da brzina svjetlosti u prozirnim sredstvima ovisi o boji svjetlosti. Brzina crvene svjetlosti je najveća. Sve manju brzinu ima po redu, narančasta, žuta, zelena, plava i modra svjetlost, najmanju ljubičasta. 
Mjerenja su pokazala da u vakuumu brzina svjetlosti ne ovisi od njezine boje. Stoga u vakuumu nema disperzije svjetlosti. 
Da je spektralna svjetlost homogena i jednobojna (monokromatska), to jest da se ne da rastaviti, možemo se uvjeriti pokusom. U zastoru na koji pada spektar boja napravi se uska pukotina tako da kroz nju prolazi snop jednobojne svjetlosti i da pada na drugu prizmu. Druga prizma mora biti tako postavljena da joj lomni brid bude paralelan s lomnim bridom prve prizme. Zbog loma na prizmi svjetlost će biti otklonjena, ali neće nastati disperzija.